# يوجين أوين سميث
يوجين أوين سميث (بالإنجليزية: Eugene Owen Smith)‏ هو كاتب سير أمريكي، ولد في 9 مايو 1929 في مانهاتن في الولايات المتحدة، وتوفي في 25 أغسطس 2012 بسبب سرطان.